# Weißzahn-Buschratte
Die Weißzahn-Buschratte (Neotoma leucodon) ist ein Nagetier in der Gattung der Amerikanischen Buschratten. Sie wurde längere Zeit als Unterart der Weißkehl-Buschratte (Neotoma albigula) geführt. 2001 erfolgte die Erhebung in den Rang einer Art.

## Merkmale
Die Weißzahn-Buschratte entspricht in ihrem äußeren Erscheinungsbild der Weißkehl-Buschratte. Die Aufteilung in zwei Arten beruht hauptsächlich auf genetischen Differenzen sowie auf der geografischen Trennung östlich bzw. westlich des Rio Grande und des Río Conchos. Die Weißzahn-Buschratte erreicht eine Gesamtlänge von 283 bis 400 mm sowie ein Gewicht von 135 bis 283 g. Männchen sind allgemein schwerer als Weibchen. Das Fell hat überwiegend eine graubraune Farbe mir orangebraunen Schattierungen. Populationen, die auf Vulkanen leben, sind meist dunkler. Die Haare an der Kehle besitzen eine weiße Basis, womit diese Stelle heller erscheint. Weiterhin sind die Oberseiten der Hände und Füße mit weißem Fell bedeckt. Auf dem zweifarbigen Schwanz kommen kurze Haare vor.

## Verbreitung und Habitat
Das Verbreitungsgebiet der Art liegt westlich des Rio Grande sowie des Río Conchos und reicht von Zentral-Mexiko bis in den Süden von Colorado (USA). Die Weißzahn-Buschratte hält sich in Mischwäldern, im Buschland sowie in felsigen Regionen mit Kakteen auf.

## Lebensweise
Wie die meisten anderen Amerikanischen Buschratten baut die Art Behausungen aus Ästen, Rinde, anderen Pflanzenteilen und aufgefundenem Gerümpel. Der Bau hat bei einzelnen Exemplaren einen Durchmesser von 4 Meter und eine Höhe von 1 Meter. Bei der Nahrungssuche bleibt die Weißzahn-Buschratte meist auf dem Boden, sie kann jedoch in den unteren Bereichen der Vegetation klettern. Die Art bevorzugt Regionen, in denen Opuntien, Palmlilien und Mimosengewächse der Gattung Prosopis häufig vorkommen.
Zwischen dem zeitigen Frühling und Spätsommer haben Weibchen einen oder mehrere Würfe. Nach einer Trächtigkeit von etwa 38 Tagen werden 2 oder 3 Junge geboren. Diese beginnen nach etwa 17 Tagen mit fester Nahrung und nach 27 bis 40 Tagen erfolgt die Entwöhnung. Die Geschlechtsreife tritt nach 80 bis 100 Tagen ein.

## Status
In den mexikanischen Bundesstaaten San Luis Potosí und Zacatecas wird die Art wegen ihres Fleisches gejagt. Der Gesamtbestand gilt laut IUCN als nicht gefährdet (Least Concern).